# Університетська клінічна лікарня імені Паула Страдиньша
Університетська клінічна лікарня імені Паула Страдиньша (латис. Paula Stradiņa klīniskā universitātes slimnīca) — найбільша амбулаторна та стаціонарна медична установа в Ризі. Лікарня також є медичним науковим та освітнім центром.

## Історія
Ця найбільша в Латвії лікарня вісім разів змінювала назву: з моменту відкриття в 1910 році це була Ризька міська лікарня; в довоєнний радянський період в 1940-1941 роках — Національна клінічна лікарня; потім під час німецької окупації під час Другої світової війни — знову Ризька міська лікарня; в період з 1944 по 1948 рік знову Національна клінічна лікарня; потім — Республіканська клінічна лікарня; з 1958 року — Республіканська клінічна лікарня імені Паула Страдиньша; з 1993 року — Національна лікарня імені Паула Страдиньша; з 1995 року — Лікарня імені Паула Страдиньша Латвійської академії медицини. Пізніше отримала назву — Університетська клінічна лікарня імені Паула Страдиньша. Однак починаючи з 1958 року жителі Риги в повсякденному житті називають лікарню одним і тим же словом — Страдиня.

## Розвиток
Лікарня відкрила першу частину нового крила у 2017 році. На будівництво першої частини блоку А було витрачено €74 890 870, з яких €24 076 323 було надано ЄФРР. Другий етап будівництва планується завершити до 2023 року.

## Події
- 2 серпня 2013 року на кисневій станції лікарні в 32 корпусі стався вибух, внаслідок якого виникла пожежа. У пригоді постраждало двоє людей (технічні працівники лікарні), більше 170 осіб було евакуйовано. Виклик надійшов о 9.30 ранку. Через годину пожежу було локалізовано[5].

## Галерея
|                       |
| Вигляд на 32-й корпус |

|                              |
| Басейн між 11 і 12 корпусами |

|                                                          |
| Пам'ятний знак ліквідаторам аварії на Чорнобильській АЕС |